# Thymus josephi-angeli
Thymus josephi-angeli là một loài thực vật có hoa trong họ Hoa môi. Loài này được Mansanet & Aguil. miêu tả khoa học đầu tiên năm 1985.